# Raabizace
Raabizace, zvaná také aboliční Raabovská soustava, Raabovský robotní svod nebo Raabovský emfyteut, německy Raabsches System, byla reforma navržená a provedená rakouským ekonomem a dvorním radou Františkem Antonínem Raabem v některých habsburských zemích v 70. a 80. letech 18. století, tedy za panování Marie Terezie a Josefa II.

## Účel a princip
Šlo o souběžnou poddanskou a pozemkovou reformu, jejímž cílem bylo zefektivnit zemědělskou výrobu a zvýšit porodnost v situaci, kdy poddaní byli v důsledku třicetileté války a války o dědictví rakouské zatížení rozsáhlou robotou a stále častěji se bouřili. Ideou bylo rozdělit vrchnostenské statky na raabizovaném panství mezi sedláky, kteří by byli na pozemku v dědičném nájmu, stali by se emfyteuty. Tím by odpadla robota a sedláci by místo ní odváděli vrchnosti peněžité (případně naturální po desetiletém odstupu) dávky. Velkostatky by tak nahradilo mnoho malých statků, jejichž velikost by odpovídala zhruba potřebám jedné rodiny, proto byli tito sedláci často nazýváni familianti.
Na panstvích, kde mnoho půdy leželo ladem, byla raabizace spojena s kolonizací, příchodem nových familiantů, kteří byli osvobozeni od roboty a požívali např. dočasných úlev z platby nájmu.

## Časový průběh
Nejprve byla reforma vyzkoušena na zkonfiskovaných panstvích jezuitského řádu v Žirči a v Žacléři (1775). Poté byla provedena v Čechách na celkem 105 panstvích komorních a ex-jezuitských; ostatním panstvím byla pouze doporučena. Nejvíce byla uplatněna v blízkosti ohnisek selských bouří ve východních Čechách. Mnoho měst a jiných panství raabizaci odmítlo.
Po vyzkoušení v Čechách byla raabizace provedena v Dolních Rakousích (1775), na Moravě (1777), ve Štýrsku (1778) a v Haliči (1782). Dvorním dekretem z 10. února 1783 byla nařízena na všech statcích pod dozorem a správou státu.

## Hodnocení
V Čechách byl nesporně výrazně zvýšen počet selských usedlostí, došlo k zvýšení zemědělské výroby i růstu porodnosti. Reforma tedy byla úspěšná i přesto, že nebyla provedena ani plošně ani rovnoměrně. Celkem vzniklo v rámci raabizace v Čechách 128 nových vesnic, na Moravě 117. Reforma ale zavedla nerovnost mezi poddané nájemce půdy, která se projevila při postupném vykupování se z roboty v průběhu 19. století. Sám Raab se netěšil přízni nástupce Marie Terezie Josefa II., zemřel v nemilosti a jeho reformy byly císařem na nátlak feudální vrchnosti roku 1790 zastaveny.